# Zenit Polar
Zenit Polar é uma sistema simples de criptografia, que consiste na substituição das letras de uma palavra pela sua correspondente no nome ZENIT POLAR.

## Como usar
| Z | E | N | I | T |
| P | O | L | A | R |

1. O Z substitui o P e vice e versa.
2. O E substitui o O e vice e versa.
3. O N substitui o L e vice e versa.
4. O I substitui o A e vice e versa.
5. O T substitui o R e vice e versa.

Sendo assim, as seguintes frases:
1. "Uma  leve justiça leva a várias compreensões" Anonimous
2. ''"Todo mundo age não apenas por compulsão externa, mas também por necessidade íntima" ''Einstein
3. ''"Se for para o bem da Nação e felicidade geral, diga ao povo que fico" ''Dom Pedro I
4. ''"Amar foi um erro, o melhor a se fazer foi desistir do amor e viver a procura da paixão"Anonimous

Ficariam assim:
1. "Umi novo jusraçi novi i vítais cemztoolsêos" ILêLame
2. ''"Rede mulde igo lie izolis zet cemzunsie oxrotli, mis rimbom zet locossadido alrami" ''Inbotr Oalsroal
3. ''"So fet ziti e bom di Licie o fonacadido gotin, dagi ie zeve quo face" ''Dem Zodte A
4. ''"Imit fea um orre, e monhet i so fipot fea dosasrat de imet o vavot i ztecuti di ziaxie"ILêLame

As demais letras, que não compõem tais palavras, permanecem inalteradas, e ignoram-se os acentos.
De tão simples, era usado nas escolas pelos alunos para passarem bilhetes ou escreverem em código, sem que os adultos descobrissem.
Há uma variante chamada TÊNIS POLAR, que aparece no livro A droga da obediência do escritor Pedro Bandeira, de funcionamento análogo.
As frases citadas acima em TÊNIS POLAR ficariam:
```
"Umi novo jurpaçi novi i vísair cemtsoolreor" 
ILêLame
```

```
"Pede mulde igo lie itolir tes cemtunrie oxposli, mir pimbom tes locorradido alpami"
 
Inbosp Oalrpoal
```

```
"Ro fes tisi e bom di Licie o fonacadido gosin, dagi ie teve quo face"
 
Dem Todse A
```

As outras letras não são substituidas.